# Måstad
Måstad är en ort i Tvings distrikt (Tvings socken) i Karlskrona kommun i Blekinge län (Blekinge). Orten klassades till och med 2005 som en småort vars befolkning det året uppgick till 55 personer. Från 2015 avgränsas här åter en småort.